# Brittiska Jungfruöarna vid världsmästerskapen i friidrott 2023
Brittiska Jungfruöarna tävlade vid världsmästerskapen i friidrott 2023 i Budapest i Ungern mellan den 19 och 27 augusti 2023.

## Medaljörer
| Medalj | Namn           | Gren                     | Datum      |
| ------ | -------------- | ------------------------ | ---------- |
| Silver | Kyron McMaster | Herrarnas 400 meter häck | 23 augusti |

## Resultat
Brittiska Jungfruöarnas trupp bestod av tre idrottare.

### Herrar
Gång- och löpgrenar
| Idrottare         | Gren           | Försöksheat | Försöksheat | Semifinal        | Semifinal        | Final            | Final            |
| Idrottare         | Gren           | Resultat    | Placering   | Resultat         | Placering        | Resultat         | Placering        |
| ----------------- | -------------- | ----------- | ----------- | ---------------- | ---------------- | ---------------- | ---------------- |
| Rikkoi Brathwaite | 100 meter      | 10,18       | 5           | Gick inte vidare | Gick inte vidare | Gick inte vidare | Gick inte vidare |
| Kyron McMaster    | 400 meter häck | 48,47       | 1 Q         | 47,72            | 1 Q              | 47,34            | 2                |

### Damer
Gång- och löpgrenar
| Idrottare     | Gren      | Försöksheat | Försöksheat | Semifinal | Semifinal | Final            | Final            |
| Idrottare     | Gren      | Resultat    | Placering   | Resultat  | Placering | Resultat         | Placering        |
| ------------- | --------- | ----------- | ----------- | --------- | --------- | ---------------- | ---------------- |
| Adeajah Hodge | 200 meter | 22,82       | 4 q         | 22,96     | 7         | Gick inte vidare | Gick inte vidare |